# Carl Mayer (Verleger)
Carl Ferdinand Mayer (auch: Karl Mayer oder Carl Meyer; * 21. Mai 1798 in Nürnberg; † 2. Januar 1868 ebenda) war ein deutscher Künstler, Kupfer- und Stahlstecher, Graphiker, Kunstanstaltbesitzer und Verleger.

## Leben

### Jugend
Carl Mayer wurde als Sohn einer in Nürnberg ansässigen Bürgerfamilie geboren und besuchte dort das Gymnasium. Ausgestattet mit einer Begabung für bildende Kunst, besuchte Mayer die Nürnberger Zeichenschule unter Direktor Zwinger und trat gleichzeitig in das Atelier des Malers und Kupferstechers Friedrich Fleischman ein, dessen erfolgreichster Schüler er war. Mayer war auch Schüler von Chr. Haller von Hallerstein u. a.
Nach seinen Studien in Nürnberg ging Mayer nach Paris, wo er unter seinem Freund und Berater Desnoyers lernte und sich „durch seine Leistungen bald einen ehrenvollen Ruf in der dortigen Künstlerwelt“ erwarb. Nach mehrjährigem Aufenthalt ging Mayer zurück in seine Heimatstadt.

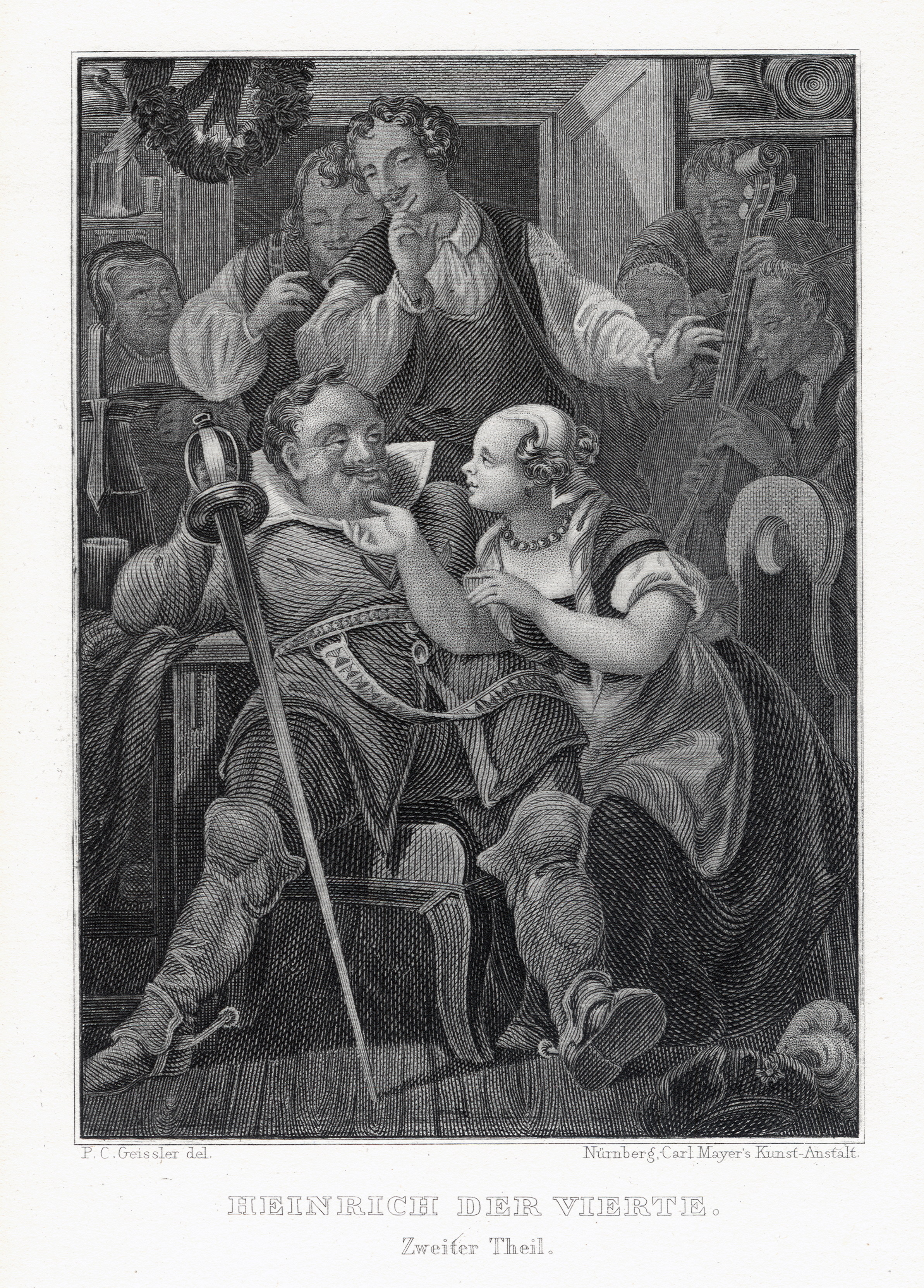
Heinrich der Vierte, zweiter Teil;
Stahlstich von Mayer nach P.C. Geissler, um 1850

Schnell wurde Mayer über die Grenzen Nürnbergs bekannt durch die „zarte elegante Manier seines Grabstichels, sowohl im Porträt- als im Genresache“, und konnte bald die vielen Aufträge für Illustrationen kaum mehr selbst erledigen. Bekannt mit den bedeutendsten Buchverlagen seiner Zeit, eröffnete er daher 1828 selbst ein „Atelier für Kupferstich und Druckerei“, in der er junge Künstler beschäftigte, jedoch häufig deren Werke überarbeitete und retouchierte, um die Arbeiten mit dem ihm eigenen „lustre“ (Glanz) zu versehen.  Bald mussten dafür die Räumlichkeiten erheblich erweitert werden. Dafür gab es im Wesentlichen zwei Gründe:
1. Zum einen erlebte der Verlagsbuchhandel seit den 1830er Jahren, insbesondere von Leipzig und Stuttgart aus, eine neue Phase durch Herausgabe deutscher und ausländischer Klassiker, populärer Geschichtswerke und so weiter, die dem aufstrebenden Bildungsbürgertum mit „wohlfeilen“ Illustrationen dargeboten wurde.
2. Noch vor der „Bekanntgabe des ersten photographischen Verfahrens“[4] bot zum anderen die noch junge Erfindung des Stahlstichs die Möglichkeit von bildhaften Drucken in unbegrenzt hoher Auflage, was zuvor durch den bis dahin üblichen Kupferstich nicht möglich war.[1]

Beispiele:

### Carl Mayers Kunstanstalt
Schließlich erwarb Carl Mayer den klassischen Verlag der Frauenholzschen Kunsthandlung in Nürnberg und gab mit seiner Carl Mayer's Kunst-Anstalt eigene Bilderwerke heraus, die er dem Sortimentsbuchhandel direkt anbot. Nicht zuletzt durch diese erste große Kunstanstalt war Nürnberg „bis in die 1850er und 1860 Jahre […] auf dem Gebiete des Kupferstichs und des Stahlstichs unbedingt führend.“
Für einen zusätzlichen Zweig des Betriebes richtete Mayer ein Atelier zur Herstellung von Ölfarbendruck-Bildern ein, das durch seinen jüngeren Freund und Maler C. Hösch geleitet wurde.
Nach dem Tod von Carl Mayer führten seine Söhne Wilhelm und zuletzt Eugen die Carl Mayers Kunstanstalt weiter.
Aus dem Unternehmen gingen die Ansichtskartenproduzenten Zerreiß und Co. sowie die Firma Ernst Nister hervor.
1884 erhielten Druckerei und Verlag von Carl Mayers Kunstanstalt unter der Adresse Nebengasse 24 eine Dampfmaschine geliefert durch die Maschinenbau AG Nürnberg.

## Werke
- 1836: Johann Wolfgang von Goethe mit dem Genius der Dichtkunst, Kupferstich (Nummer 135) aus dem König-Ludwigs-Album, in der Platte signiert und datiert, nach einer Bleistiftzeichnung von Wilhelm von Kaulbach, Verlag der Königlich Bayerischen privaten Kunstanstalt von Piloty & Loehle in München, „mit gesetzl. Schutze gegen Nachbildung“, Tondo im Schmuckrahmen, Maße: 34,2 cm × 34,2 cm[3]
- Friedrich Schiller, Stahlstich 13,8 cm × 10,5 cm nach einer Zeichnung von C. Schmidt (möglicherweise der Lithograph und Kupferstecher in Offenbach am Main, Christoph Schmidt – nach Thieme-Becker nachweisbar 1820/30 auch in Frankfurt am Main)[3]
- Stiche in: Ludwig Amandus Bauer, Albert Schott: Panorama der deutschen Klassiker. Gallerie der interessantesten Scenen aus den Meisterwerken deutscher Poesie und Prosa, nach Zeichnungen deutscher Künstler in Stahl ausgeführt durch Carl Mayer’s Kunst-anstalt in Nürnberg ... Auswahl des schönsten und anziehendsten aus den Meisterwerken deutscher Poesie und Prosa, von Lessing bis auf die neueste Zeit. Stuttgart, K. Göpel, [Band 1, um 1845].
- Mayer stach mehrere Bilder nach Zeichnungen von Peter Carl Geissler zu Werken von Friedrich Schiller.
- Stiche in: Carl Wilhelm Zimmermann: Der Teutsche Kaisersaal. Vaterländische Gemälde. Mit 30 Stichen nach Zeichnungen von P. C. Geissler zu deutschen Geschichte von den Karolingern bis zu den Luxemburgern, beispielsweise von Karl dem Großen, der Kaiserkrönung Heinrichs I., Kaiser Friedrich II. in Jerusalem, Hussitenschlacht bei Thaus, Schlacht bei Leipzig usw., L. F. Rieger, Stuttgart 1841 (digitale-sammlungen.de).